# Кульнёв, Борис Григорьевич
Бори́с Григо́рьевич Кульнёв — театральный педагог, доцент театрального училища им. Щукина, организатор и создатель театральных кафедр в институтах Владивостока, Екатеринбурга, Воронежа.

## Биография
Педагог Щукинского училища.
Руководил кумыкской студией.
В 1948 году Борис Евгеньевич Захава был снят с должности директора училища (за недостаточную бдительность, проявленную в борьбе с «безродными космополитами», главным из которых руководящие товарищи «назначили» Л. М. Шихматова). Б. Г. Кульнёв был поставлен на место Б. Е. Захавы и пробыл на этом посту до начала «оттепели», причём, все эти годы Борис Григорьевич вёл себя исключительно достойно и тактично. Общеизвестно его высказывание: «Я только помогаю Борису Евгеньевичу руководить училищем». Именно Б. Г. Кульнев попросил Б. Е. Захаву вспомнить точную дату, от которой можно будет в дальнейшем вести историю школы. Так возникла щукинская «лицейская годовщина» — 23 октября…]
В создаваемом во Владивостоке осенью 1962 года Дальневосточном государственном институте искусств организовал театральное отделение вместе с профессором ГИТИСа Ольгой Ивановой Старостиной. Они же создавали театральную школу и в Свердловске.
В 1972 году прибыл в Воронеж, где вместе с Ольгой Старостиной создал кафедру актёрского мастерства в новосозданном Воронежском институте искусств.
В 1953—1955 годах принимал участие в создании первой в Китае Театральной академии (в Пекине) и первого Детского театра с премьерным спектаклем «Мален-Хуа». Он впервые поставил в Китае «Мещан» и «Егора Булычова» Горького, а также впервые инсценировал роман Джоу-Либо «Ураган».